# Bataille d'Abu Hamed
Guerre des Mahdistes (1881-1899)
Batailles
- Aba
- El Obeid
- Première bataille d'El Teb
- Deuxième bataille d'El Teb
- Tamai
- Trinkitat
- El Eilafun
- Abu Klea
- Abu Kru
- Khartoum
- Kirbekan
- Hashin
- Tofrek
- Ginnis
- Metemma
- Toski
- Agordat
- Barca
- Tokar
- Serobeti
- Agordat
- Kassala
- Gulusit
- 1er Sebderat
- 2e Sebderat
- Mokram
- Tucruf
- Firkat
- Hafir
- Bedden
- Redjaf
- Abu Hamed
- Atbara
- Omdurman
- Fachoda
- Gedaref
- Roseires
- Umm Diwaykarat

La bataille d'Abu Hamed est livrée le 7 août 1897  au Soudan, pendant la guerre des Mahdistes. Une colonne égyptienne sous commandement britannique, appuyée par deux canons de la Royal Artillery attaque et s'empare d'Abu Hamad (Abu Ahmed), défendue par une garnison mahdiste. Son chef, Mohammed Zain est capturé lors des combats.

## Sources
- (en) Philip Warner, Dervish : the rise and fall of an African Empire, Ware, Hertfordshire, Wordsworth Editions, coll. « Wordsworth military library », 2000, 235 p. (ISBN 978-1-840-22246-3)
- (en) Peter Young et Michael Calvert, A dictionary of battles,  1816-1976, New York, Mayflower Books, 1978, 606 p. (ISBN 978-0-831-72260-9)